# Chrysozephyrus assamica
Chrysozephyrus assamica är en fjärilsart som beskrevs av Robert Christopher Tytler 1915. Chrysozephyrus assamica ingår i släktet Chrysozephyrus och familjen juvelvingar. Inga underarter finns listade i Catalogue of Life.